# Giugliano Calcio 1928 2023-2024
Questa voce raccoglie le informazioni riguardanti il Giugliano Calcio 1928 nelle competizioni ufficiali della stagione 2023-2024.

## Stagione
Per la seconda volta consecutiva milita in un campionato di terzo livello. Dopo un anno trascorso al “Partenio-Lombardi” di Avellino, lo stadio De Cristofaro ritorna ad ospitare le gare casalinghe dei gialloblu. Dopo un inizio di campionato con pesanti sconfitte viene esonarato l'allenatore e il suo vice. Al suo posto, l’incarico di Responsabile Tecnico della prima squadra viene affidato a Valerio Bertotto. Nella prima partita di coppa Italia serie C elimina il Benevento, ma poi perde nel secondo turno eliminatorio contro il Latina. Con due giornate di anticipo la compagine riesce a qualificarsi, per la prima volta nella sua storia, ai playoff per la promozione in Serie B.

## Sponsor e maglie
Lo sponsor tecnico da quest'anno è Legea. Le maglie quest'anno hanno dei nomi.
| Casa (Tiger home) | Trasferta (Kombat away) | Trasferta (All white) | Casa (H14) |

Per i portieri sono disponibili tre divise in varianti verde, rosso e azzurro.
| 1º portiere | 2º portiere | 3º portiere |

## Organigramma societario
- Presidente: Elena Annunziata Mazzamauro
- Presidente onorario: Alfonso Mazzamauro e Ciro Mazzamauro
- Vice presidente: Renato Mazzamauro
- Direttore generale: Ciro Sarno

Area organizzativa
- Direttore Area Manageriale: Andrea Giannarelli
- Segretario generale: Luca Espinosa
- Addetto Sicurezza: Umberto Tardocchi
- Tesoriere: Lello Guarino
- Responsabile Magazzino: Mario Perrotta
- Magazziniere: Patrizio Perrotta

Area comunicazione
- Responsabile Comunicazione e Social Media Manager: Francesco Falzarano
- Supporter Liaison Officer (SLO): Roberto Nocerino
- Content Creator: Pierpaolo Milone
- Fotografo: Gino Conte

Area marketing
- Direttore marketing: Crescenzo Cacciapuoti
- Addetto marketing: Giovanni Piccirillo

- Direttore Area Tecnica e Direttore Sportivo: Antonio Amodio
- Allenatore: Raffaele Di Napoli[11], poi Francesco Ascione[12], poi Valerio Bertotto[13]
- Allenatore in seconda: Alessandro Tatomir, poi Claudio Bazeu
- Team manager: Antimo Di Lorenzo
- Preparatore/i atletico/i: Luca Tulino, Dario Conte[14]
- Preparatore dei portieri: Carmine Tortora
- Collaboratore tecnico: Francesco Ascione[15]

Area medica
- Responsabile sanitario: dott. Diego Campolongo
- Fisioterapista: Emiliano Contrada
- Biologo nutrizionista: Saverio Mascolo
- Massaggiatore/i: Pasquale Calise, Giovanni Russo

Area giovanile
- Segretario Settore Giovanile e Collaboratore Segreteria: Gianfranco Rosati
- Responsabile scouting: Pierangelo Romano

## Rosa
| N. |                      | Ruolo | Calciatore                 |
| -- | -------------------- | ----- | -------------------------- |
| 1  | Italia (bandiera)    | P     | Danilo Russo               |
| 2  | Argentina (bandiera) | D     | Tamir Berman               |
| 3  | Italia (bandiera)    | D     | Moustapha Yabre            |
| 4  | Francia (bandiera)   | C     | Steeve-Mike Eyango         |
| 5  | Italia (bandiera)    | D     | Damiano Menna              |
| 6  | Italia (bandiera)    | D     | Gennaro Scognamiglio       |
| 8  | Italia (bandiera)    | C     | Roberto De Rosa (capitano) |
| 9  | Italia (bandiera)    | A     | Gabriele Bernardotto       |
| 9  | Senegal (bandiera)   | A     | Abou Diop                  |
| 10 | Italia (bandiera)    | A     | Francesco Salvemini        |
| 11 | Nigeria (bandiera)   | D     | Sulaiman Oyewale           |
| 12 | Italia (bandiera)    | P     | Gabriele Baldi             |
| 13 | Italia (bandiera)    | D     | Walter Zullo               |
| 14 | Brasile (bandiera)   | C     | Gladestony                 |
| 16 | Italia (bandiera)    | C     | Luca Berardocco            |
| 17 | Italia (bandiera)    | C     | Raffaele Virgilio          |
| 18 | Italia (bandiera)    | A     | Massimo Grasso             |
| 19 | Italia (bandiera)    | D     | Aniello Boccia             |
| 20 | Grecia (bandiera)    | C     | Vasilios Vogiatzis         |

| N. |                   | Ruolo | Calciatore                |
| -- | ----------------- | ----- | ------------------------- |
| 21 | Italia (bandiera) | C     | Valerio Labriola          |
| 22 | Italia (bandiera) | P     | Giulio Antonini Manrrique |
| 23 | Italia (bandiera) | C     | Carmine Giorgione         |
| 24 | Italia (bandiera) | D     | Marco Caldore             |
| 25 | Italia (bandiera) | A     | Carmine De Sena           |
| 27 | Italia (bandiera) | D     | Genny Rondinella          |
| 29 | Italia (bandiera) | C     | Stefano Aruta             |
| 30 | Italia (bandiera) | C     | Flavio Ciuferri           |
| 32 | Spagna (bandiera) | A     | Ibourahima Baldè          |
| 44 | Italia (bandiera) | D     | Benedetto Barba           |
| 46 | Italia (bandiera) | A     | Lorenzo Sorrentino        |
| 50 | Italia (bandiera) | D     | Francesco De Francesco    |
| 77 | Italia (bandiera) | A     | Enrico Oviszach           |
| 80 | Italia (bandiera) | C     | Flavio Di Dio             |
| 90 | Italia (bandiera) | A     | Davide Stabile            |
| 99 | Italia (bandiera) | A     | Manuel Nocciolini         |
| 28 | Italia (bandiera) | D     | Riccardo Cargnelutti      |
| 7  | Italia (bandiera) | C     | Antonio Romano            |
| 34 | Italia (bandiera) | C     | Sergio Maselli            |

## Calciomercato

### Sessione estiva(dall'1/7 all'1/9)
| Acquisti | Acquisti                  | Acquisti     | Acquisti   |
| R.       | Nome                      | da           | Modalità   |
| -------- | ------------------------- | ------------ | ---------- |
| C        | Carmine Giorgione         | AlbinoLeffe  | definitivo |
| A        | Alessandro Marotta        | svincolato   | definitivo |
| P        | Danilo Russo              | Juve Stabia  | definitivo |
| D        | Marco Caldore             | Juve Stabia  | definitivo |
| P        | Gabriele Baldi            | Roma         | definitivo |
| C        | Vasilios Vogiatzis        | Rodos        | definitivo |
| P        | Giulio Antonini Manrrique | Ghiviborgo   | definitivo |
| A        | Davide Stabile            | Atalanta     | prestito   |
| D        | Moustapha Yabre           | SPAL         | definitivo |
| D        | Damiano Menna             | Renate       | definitivo |
| C        | Raffaele Virgilio         | Afragolese   | prestito   |
| C        | Valerio Labriola          | Napoli       | definitivo |
| C        | Enrico Oviszach           | L.R. Vicenza | definitivo |
| A        | Gabriele Bernardotto      | Crotone      | definitivo |
| A        | Carmine De Sena           |              | [ 32 ]     |
| C        | Luca Berardocco           | Juve Stabia  | definitivo |
| A        | Massimo Grasso            | Salernitana  | [ 34 ]     |

| Cessioni | Cessioni            | Cessioni        | Cessioni      |
| R.       | Nome                | a               | Modalità      |
| -------- | ------------------- | --------------- | ------------- |
| A        | Raffaele Poziello   | Nocerina        | definitivo    |
| D        | Eric Biasiol        | AZ Picerno      | definitivo    |
| D        | Gianmarco Mesisca   | United Riccione | definitivo    |
| A        | Giuseppe La Monica  | Taranto         | fine prestito |
| C        | Matteo Ghisolfi     | Cremonese       | fine prestito |
| C        | Lucas Felippe       | Crotone         | definitivo    |
| A        | Alessandro Marotta  | Benevento       | definitivo    |
| A        | Federico Piovaccari | Cavese          | definitivo    |
| C        | Giuseppe Iglio      | SPAL            | definitivo    |
| A        | Salah Basha         | Pharco FC       | [ 42 ]        |
| P        | Jacopo Sassi        |                 | fine prestito |
| A        | Nicolás Rizzo       |                 | svincolato    |
| D        | Ciro Poziello       |                 | svincolato    |
| P        | Aniello Viscovo     |                 | svincolato    |
| D        | Lorenzo D'Alessio   |                 | svincolato    |
| C        | Ousman Gomez        |                 | svincolato    |
| A        | Christos Siamatas   | PDHA            | definitivo    |

### Operazioni successive alla sessione estiva
| Acquisti | Acquisti        | Acquisti   | Acquisti |
| R.       | Nome            | da         | Modalità |
| -------- | --------------- | ---------- | -------- |
| D        | Benedetto Barba | svincolato | [ 45 ]   |

| Cessioni | Cessioni          | Cessioni | Cessioni |
| R.       | Nome              | a        | Modalità |
| -------- | ----------------- | -------- | -------- |
| C        | Raffaele Virgilio | Angri    | [ 46 ]   |

### Sessione invernale(dal 2/1 al 31/1)
| Acquisti | Acquisti             | Acquisti             | Acquisti   |
| R.       | Nome                 | da                   | Modalità   |
| -------- | -------------------- | -------------------- | ---------- |
| D        | Aniello Boccia       | Juve Stabia          | definitivo |
| A        | Ibourahima Baldè     | Arzignano Valchiampo | definitivo |
| A        | Abou Diop            | AZ Picerno           | definitivo |
| D        | Riccardo Cargnelutti | Monopoli             | prestito   |
| C        | Antonio Romano       |                      | svincolato |
| A        | Enrico Oviszach      | Crotone              | prestito   |
| C        | Sergio Maselli       | Juve Stabia          | definitivo |
| D        | Andrea Valdesi       | Juventus Next Gen    | prestito   |
| A        | Vincenzo Perdonò     |                      |            |

| Cessioni | Cessioni                  | Cessioni  | Cessioni   |
| R.       | Nome                      | a         | Modalità   |
| -------- | ------------------------- | --------- | ---------- |
| A        | Gabriele Bernardotto      | Gubbio    | prestito   |
| P        | Giulio Antonini Manrrique | Trapani   | prestito   |
| A        | Manuel Nocciolini         |           | svincolato |
| A        | Enrico Oviszach           | Crotone   | definitivo |
| C        | Valerio Labriola          | Brindisi  | prestito   |
| D        | Tamir Berman              | Monopoli  |            |
|          | Aruta                     | Gladiator |            |
| C        | Vasilios Vogiatzis        | Ancona    |            |
| A        | Lorenzo Sorrentino        | Fermana   |            |

## Risultati

### Serie C

#### Girone di andata
| Arbitro: | Mastrodomenico (Matera) |

|                |           |  |
| Nocciolini 63’ | Marcatori |  |

| Arbitro: | Sfira (Pordenone) |

|           |           |  |
| Tonin 57’ | Marcatori |  |

| Giugliano in Campania 18 settembre 2023, ore 20:45 CEST 3ª giornata | Giugliano                 | 0 – 0 referto | Juve Stabia | Stadio Alberto De Cristofaro (3 134 spett.)\| Arbitro: \| Eugenio Scarpa (Collegno) \| |
| Arbitro:                                                            | Eugenio Scarpa (Collegno) |               |             |                                                                                        |

| Arbitro: | Domenico Leone (Barletta) |

|                                              |           |  |
| Guerra 2’ Diop 49’ Albadoro 53’ Murano 90+4’ | Marcatori |  |

| Arbitro: | Adolfo Baratta (Rossano) |

|  |           |                                  |
|  | Marcatori | 29’ Rocchi 85’ Fabrizi 88’ Fella |

| Arbitro: | Enrico Gemelli (Messina) |

|                 |           |             |
| Giovinco 45’ pt | Marcatori | 64’ De Sena |

| Arbitro: | Madonia (Palermo) |

|                             |           |              |
| De Sena 52’ Bernardotto 81’ | Marcatori | 45+1’ Cianci |

| Arbitro: | Catanoso (Reggio Calabria) |

|             |           |  |
| Plescia 17’ | Marcatori |  |

| Giugliano in Campania 21 ottobre 2023, ore 18:30 9ª giornata | Giugliano          | 0 – 0 referto | Potenza | Stadio Alberto De Cristofaro (0 spett.)\| Arbitro: \| D'Eusanio (Faenza) \| |
| Arbitro:                                                     | D'Eusanio (Faenza) |               |         |                                                                             |

| Arbitro: | Antonino Costanza (Agrigento) |

|            |           |                     |
| De Sena 2’ | Marcatori | 14’, 77’ Tumminello |

| Arbitro: | Domenico Mirabella (Napoli) |

|  |           |            |
|  | Marcatori | 4’ De Rosa |

| Arbitro: | Andrea Calzavara (Varese) |

|                                         |           |  |
| De Sena 12’ Ciuferri 55’ Oviszach 90+5’ | Marcatori |  |

| Arbitro: | Ubaldi (Roma 1) |

|                      |           |                           |
| Marotta 7’ Karic 75’ | Marcatori | 56’ Ciuferri 88’ Oviszach |

| Arbitro: | Turrini (Firenze) |

|              |           |                                         |
| Sgarbi 45+3’ | Marcatori | 23’ Ciuferri 73’ Oviszach 76’ Giorgione |

| Arbitro: | Dario Di Francesco (Ostia Lido) |

|  |           |                |
|  | Marcatori | 80’ Di Carmine |

| Arbitro: | Samuele Andreano (Prato) |

|             |           |                                           |
| Hamlili 87’ | Marcatori | 15’ Ciuferri 20’ Sorrentino 39’ Giorgione |

| Arbitro: | Lorenzo Maccarini (Arezzo) |

|                                    |           |                |
| Salvemini 45+3’, 56’ Giorgione 61’ | Marcatori | 59’ Costantino |

| Arbitro: | Andrea Ancora (Roma 1) |

|                                       |           |             |
| Tavernelli 2’ Curcio 51’ Montalto 89’ | Marcatori | 74’ De Sena |

| Arbitro: | Valerio Crezzini (Siena) |

|  |           |               |
|  | Marcatori | 30’ D’Ausilio |

#### Girone di ritorno
| Arbitro: | Vogliacco Valerio (Bari) |

|                                            |           |  |
| De Francesco 19’ (rig.) Ravasio 57’ (rig.) | Marcatori |  |

| Arbitro: | Giuseppe Mucera (Palermo) |

|                                              |           |           |
| Ciuferri 34’ Sorrentino 81’, 86’ Balde 90+1’ | Marcatori | 8’ Embalo |

| Castellammare di Stabia 21 gennaio 2024, ore 20:45 CET 22ª giornata | Juve Stabia             | 0 – 0 referto | Giugliano | Stadio Romeo Menti (3 000 spett.)\| Arbitro: \| Andrea Zanotti (Rimini) \| |
| Arbitro:                                                            | Andrea Zanotti (Rimini) |               |           |                                                                            |

| Arbitro: | Valerio Pezzopane (L’Aquila) |

|               |           |              |
| Caldore 90+4’ | Marcatori | 16’ Maiorino |

| Arbitro: | Allegretta (Molfetta) |

|  |           |            |
|  | Marcatori | 5’ Maselli |

| Arbitro: | Giorgio Di Cicco (Lanciano) |

|                        |           |            |
| Balde 9’ Salvemini 90’ | Marcatori | 69’ Neglia |

| Arbitro: | Ermes Fabrizio Cavaliere (Paola) |

|             |           |  |
| Kanoute 89’ | Marcatori |  |

| Arbitro: | Francesco D’Eusanio (Faenza) |

|               |           |  |
| Salvemini 90’ | Marcatori |  |

| Arbitro: | Simone Gauzolino (Torino) |

|          |           |  |
| Volpe 5’ | Marcatori |  |

| Arbitro: | Di Reda (Molfetta) |

|                         |           |                               |
| D'Angelo 29’ Vitale 42’ | Marcatori | 53’ Salvemini 59’ 79’ De Rosa |

| Arbitro: | Andrea Bordin (Bassano del Grappa) |

|                                    |           |            |
| 4’ (autogol) Cocetta 73’ Salvemini | Marcatori | 46’ Jallow |

| Brindisi 10 marzo 2024, ore 14:00 CET 31ª giornata | Brindisi          | 0 – 0 referto | Giugliano | Stadio Franco Fanuzzi (400 spett.)\| Arbitro: \| Scarpa (Collegno) \| |
| Arbitro:                                           | Scarpa (Collegno) |               |           |                                                                       |

| Arbitro: | Nicolini (Brescia) |

|           |           |                                 |
| Balde 28’ | Marcatori | 49’ Lanini 53’ (rig.) Ciciretti |

| Arbitro: | Galipò (Firenze) |

|                                                           |           |                         |
| Salvemini 45’ (rig.) Cargnelutti 61’ Salvemini 65’ (rig.) | Marcatori | 20’ Patierno 59’ Liotti |

| Arbitro: | Milone (Taurianova) |

|                     |           |                                 |
| Cianci 2’ Bouah 71’ | Marcatori | 47’, 87’ Salvemini 68’ Ciuferri |

| Arbitro: | Sacchi (Macerata) |

|  |           |               |
|  | Marcatori | 86’ Tommasini |

| Arbitro: | Crezzini (Siena) |

|                                           |           |               |
| Eusepi 29’ Eusepi 49’ (rig.) Silipo 90+4’ | Marcatori | 80’ Salvemini |

| Arbitro: | Andrea Calzavara (Varese) |

|              |           |            |
| Ciuferri 61’ | Marcatori | 13’ Curcio |

| Arbitro: | Giuseppe Mucera (Palermo) |

|                                                |           |  |
| D’Andrea 3’ D’Andrea 21’ Capomaggio 30’ (rig.) | Marcatori |  |

### Play-off

#### Fase eliminatoria
| Arbitro: | Ubaldi (Roma) |

|              |           |               |
| D’Andrea 27’ | Marcatori | 39’ Salvemini |

### Coppa Italia Serie C

#### Turni eliminatori
| Arbitro: | Gavini (Aprilia) |

|                                                    |                      |                                                                   |
| Marotta 48’ Bolsius 105’                           | Marcatori            | 53’ Yabre 93’ Caldore                                             |
| Ciano Kubica Agazzi Simonetti Tello Rillo Viscardi | Tiri di rigore 5 – 6 | Vogiatzis Bernardotto Gladestony Oviszach Labriola Di Dio Caldore |

| Arbitro: | Di Reda (Molfetta) |

|                |           |                         |
| Sorrentino 62’ | Marcatori | 12’ Marino 84’ Paganini |

## Statistiche

### Andamento in campionato
| Giornata  | 1 | 2 | 3 | 4  | 5  | 6  | 7  | 8  | 9  | 10 | 11 | 12 | 13 | 14 | 15 | 16 | 17 | 18 | 19 | 20 | 21 | 22 | 23 | 24 | 25 | 26 | 27 | 28 | 29 | 30 | 31 | 32 | 33 | 34 | 35 | 36 | 37 | 38 |
| --------- | - | - | - | -- | -- | -- | -- | -- | -- | -- | -- | -- | -- | -- | -- | -- | -- | -- | -- | -- | -- | -- | -- | -- | -- | -- | -- | -- | -- | -- | -- | -- | -- | -- | -- | -- | -- | -- |
| Luogo     | C | T | C | T  | C  | T  | C  | T  | C  | C  | T  | C  | T  | T  | C  | T  | C  | T  | C  | T  | C  | T  | C  | T  | C  | T  | C  | T  | T  | C  | T  | C  | C  | T  | C  | T  | C  | T  |
| Risultato | V | P | N | P  | P  | N  | V  | P  | N  | P  | V  | V  | N  | V  | P  | V  | V  | P  | P  | P  | V  | N  | N  | V  | V  | P  | V  | S  | V  | V  | N  | P  | V  | V  | P  | P  | N  | P  |
| Posizione | 1 | 6 | 8 | 11 | 15 | 17 | 14 | 15 | 16 | 17 | 14 | 12 | 12 | 11 | 12 | 9  | 9  | 9  | 10 | 12 | 11 | 12 | 11 | 10 | 8  | 10 | 9  | 9  | 8  | 8  | 8  | 8  | 7  | 7  | 7  | 7  | 7  | 8  |

Legenda:

Luogo: C = Casa; T = Trasferta. Risultato: V = Vittoria; N = Pareggio; P = Sconfitta.